# Michel Leymarie
Pour les articles homonymes, voir Leymarie.
Michel Leymarie, né le 16 janvier 1951, est un historien français, agrégé de Lettres modernes et docteur en Histoire.

## Biographie
Maître de conférences (HDR) en Histoire contemporaine à l’Université de Lille III Charles-de-Gaulle, il est membre de l’IRHIS (UMR CNRS 8529) et chercheur associé au centre d’Histoire de Sciences po.
Ses travaux portent sur l’histoire socioculturelle et politique de la France contemporaine.
Jean Leymarie, journaliste à France Info, est son fils.

## Publications
1. Michel Leymarie (dir.) (préf. Antoine Prost, conclusion de Serge Berstein), La postérité de l'affaire Dreyfus, Villeneuve-d’Ascq, Presses universitaires du Septentrion, coll. « Histoire et civilisations », 1998, 239 p. (ISBN 2-85939-541-5, présentation en ligne).
2. De la Belle Époque à la Grande Guerre. 1893-1918. Le triomphe de la République, Paris, Le Livre de Poche, Coll. Références, 1999.
3. Les intellectuels et la politique en France, Paris, PUF, coll. Que sais-je ?, 2001.
4. La Belle Époque des revues 1880-1914 (M. Leymarie, Jean-Yves Mollier et Jacqueline Pluet-Despatins, dir.), Paris, Éditions de l’IMEC, 2002.
5. L'Histoire des intellectuels aujourd’hui, Michel Leymarie et Jean-François Sirinelli (dir.), Presses universitaires de France, Paris, 2003.
6. Un professeur en République. Mélanges en l’honneur de Serge Berstein (codir.), Paris, Fayard, 2006.
7. Albert Thibaudet, « l’outsider du dedans », Villeneuve-d’Ascq, Presses universitaires du Septentrion, 2006. Prix d’histoire Drouyn de Lhuys 2006 de l’Académie des Sciences morales et politiques[2].
8. Préface à Albert Thibaudet, La République des Professeurs, suivi de Les Princes lorrains, Paris, Hachette Littératures, coll. Pluriel Histoire, 2006.
9. Avant-propos à Albert Thibaudet, Histoire de la littérature française de 1789 à nos jours, Paris, CNRS Éditions, 2007.
10. L’Action française. Culture, société, politique (Michel Leymarie et Jacques Prévotat, dir.), Villeneuve-d’Ascq, Presses universitaires du Septentrion, 2008.
11. Avant-propos à Albert Thibaudet, Socrate, texte inédit, édition établie par F. Gray, Paris, CNRS Éditions, 2008.
12. L’Action française en France. Un état des lieux, Charles Maurras et l’étranger, l’étranger et Charles Maurras, études réunies par Olivier Dard et Michel Grunewald, Berne, Peter Lang, coll. « Convergences », no 50, 2009.
13. Le maurrassisme et la culture. L’Action française. Culture, société, politique III (O. Dard, M. Leymarie, N. McWilliam, dir.), Villeneuve-d’Ascq, Presses universitaires du Septentrion, 2010.
14. Maurice Barrès, la Lorraine, la France, l’étranger  (O. Dard, M. Grunewald, M. Leymarie, J.-M. Wittmann, dir.) Berne, Peter Lang, coll. Convergences, no 62, 2011.
15. Introduction avec Michela Passini à Maurice Barrès, La grande Pitié des églises des France, Villeneuve-d’Ascq, Presses universitaires du Septentrion, 2012.
16. Maurrassisme et littérature. L’Action française. Culture, société, politique IV, Michel Leymarie, Olivier Dard et Jeanyves Guérin (dir.), Villeneuve-d’Ascq, Presses universitaires du Septentrion, 2012.
17. La preuve par deux : Jérôme et Jean Tharaud, Paris, CNRS éditions, 2014.
18. Albert Thibaudet, "l'outsider du dedans", Nouv.éd, CNRS éditions, coll. "Biblis", 2018.
19. Maurice Barrès, Du Sang, de la Volupté et de la Mort, préface de Michel Leymarie, Bartillat, Omnia Poche, 2019.